# Berendsen plc
Berendsen plc war ein internationaler Konzern mit Hauptsitz in London, der an der Londoner Börse (BRSN) notiert und im Leitindex FTSE 250 vertreten war. Der Umsatz betrug im Jahr 2014 £ 1.038 Mio.
Berendsen beschäftigte rund 16.000 Mitarbeiter, war das führende Textilservice-Unternehmen in Europa und Marktführer in der Textilversorgung in mehreren Ländern. Die Gruppe war in 16 Ländern aktiv und betrieb europaweit 156 Großwäschereien (Stand: 31. Dezember 2014).
Die Gruppe war in vier Sparten aufgegliedert:
- Mietberufskleidung (Workwear)
- Reinraum, Mattenservice und Waschraum-Hygiene (Facility)
- Hotel- und Gastronomieservice (Hospitality)
- Gesundheitswesen (Healthcare)

Berendsen verfügte in Deutschland, Skandinavien und Großbritannien über Produktionsstätten für eigene Berufsbekleidungskollektionen, Schutzausrüstungen und OP-Textilien.

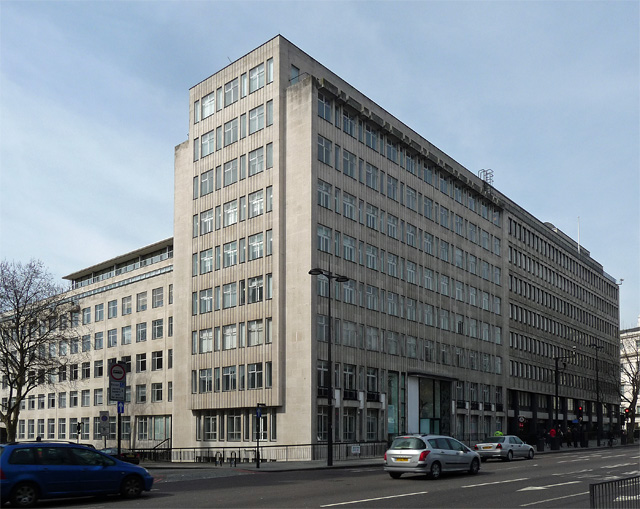
Berendsen Hauptverwaltung in Grosvenor Place, London

## Geschichte
Godfrey Davis gründete 1920 einen Automobilhandel, sein Unternehmen wurde bald zu einem wichtigen Vermieter und Leasing-Geber. 1959 ging er mit seinem Unternehmen an die Londoner Börse. 1987 erwarb Davis für £ 8 Mio. die Sunlight Services, ein führendes Wäschereiunternehmen, das im Jahr 1900 gegründet worden war. Zuvor hatte er 1981 seine Automobilvermietung verkauft. 1991 verkaufte Godfrey Davis drei von vier seiner Auto-Vertragshändlern und änderte den Namen in Davis Service Group.
Im Jahr 1996 kam es zur Unternehmensübernahme von Spring Grove Services von der Granada Group. Dieses ebenfalls führende Wäschereiunternehmen operierte auf dem irischen und deutschen Markt, nachdem es unter anderem am Standort Meßkirch 1991 das Unternehmen Häußler, das im Bereich „Hotelwäsche“ stark war, übernommen hatte.
2002 folgte die 1854 gegründete Sophus Berendsen A/S mit Sitz im dänischen Kopenhagen. Der Kaufpreis belief sich auf £ 426 Mio. Die Großwäscherei Berendsen hatte 2007 die Unternehmen Permaclean Textilmietservice (Düsseldorf) und Saniwo Textil (Worms) übernommen. Dadurch wurde der bisher angebotene Textilservice im Bereich „Gesundheitswesen“ um den Bereich „Industriekleidung“ erweitert.
Mit Wirkung zum 4. Januar 2011 wurde die Davis Service Group Plc in Berendsen plc umbenannt.
Im September 2017 wurde eine Übernahme von Berendsen durch die französische Elis-Gruppe vollzogen. Die Marke Berendsen existiert als Teil der Elis-Gruppe weiter.

## Deutschland
Die Berendsen-Gruppe beschäftigte in Deutschland rund 3000 Mitarbeiter. Das Unternehmen teilte sich auf in die Geschäftsbereiche „Gesundheitswesen“ mit Hauptsitz der Berendsen GmbH in Glückstadt im Kreis Steinburg in Schleswig-Holstein und „Industrie“ mit Hauptsitz der Berendsen Textilservice GmbH in Hamburg. Berendsen war einer der führenden Textilservicedienstleister Deutschlands im Krankenhaus-Bereich.

## Weitere Länder
Berendsen Textil Service A/S war in Dänemark seinerseits Marktführer.